# Międzynarodowy Festiwal Teatrów Ulicznych Ulica
ULICA Festiwal – międzynarodowy festiwal teatrów ulicznych organizowany od 1987 r. w Krakowie przez Teatr KTO. Jest jednym z najstarszych tego typu festiwali w Europie Środkowej. Podczas ULICY prezentowane są monumentalne widowiska, spektakle teatralne, happeningi, klaunady, pokazy marionetkowe, fire show oraz wiele innych wydarzeń.
ULICA Festival to flagowe wydarzenie województwa małopolskiego, rozpoznawalne na całym świecie, które rokrocznie gości ponad 180 artystów z całego świata oraz ściąga dziesiątki tysięcy mieszkańców i turystów.
Przedstawienia odbywają się w lipcu na najważniejszych placach w Krakowie, m.in. na Rynku Głównym, Placu Szczepańskim, Małym Rynku, Placu Jana Nowaka Jeziorańskiego i wielu innych.
Ponadto od kilku lat ULICA Festival rozszerzyła swoją działalność i prezentuje również spektakle w innych małopolskich miastach, takich jak Niepołomice, Wieliczka, Limanowa oraz Tarnów.
Ambicją festiwalu jest prezentowanie najnowszych nurtów w światowej sztuce teatru ulicznego.
Od początku istnienia dyrektorem artystycznym ULICA Festival jest Jerzy Zoń.
Od 2007 niektóre edycje mają swój temat przewodni. Do tej pory były to:
- 2007 – Don Kichot[2],
- 2008 – Motywy biblijne w sztuce ulicznej[2],
- 2009 – Dziecko, Dzieci, Dzieciństwo[2],
- 2010 – Przestrzenie Teatru – Miasto[2],
- 2011 – Wiatr od wschodu[2],
- 2012 – Most Polska – Hiszpania[2],
- 2013 – brak dominującego tematu[3],
- 2014 – brak dominującego tematu[4],
- 2015 – Klaun, boski pomazaniec[5],
- 2016 – Karnawał polski[6],
- 2017 – Fahrenheit 451°[7],
- 2018 – Wiatr od Wschodu - azjatycki  teatr uliczny[8]
- 2019 – przenikanie się dwóch światów: cyrku i teatru ulicznego[9]
- 2020 – Dziwne zdarzenia[10]
- 2021 – Dziwne zdarzenia. REAKTYWACJA[11]
- 2022 – Horyzont polski[12]
- 2023 - Radość z odzyskanego podwórka
- 2024 - Wszystko jest teatrem ...

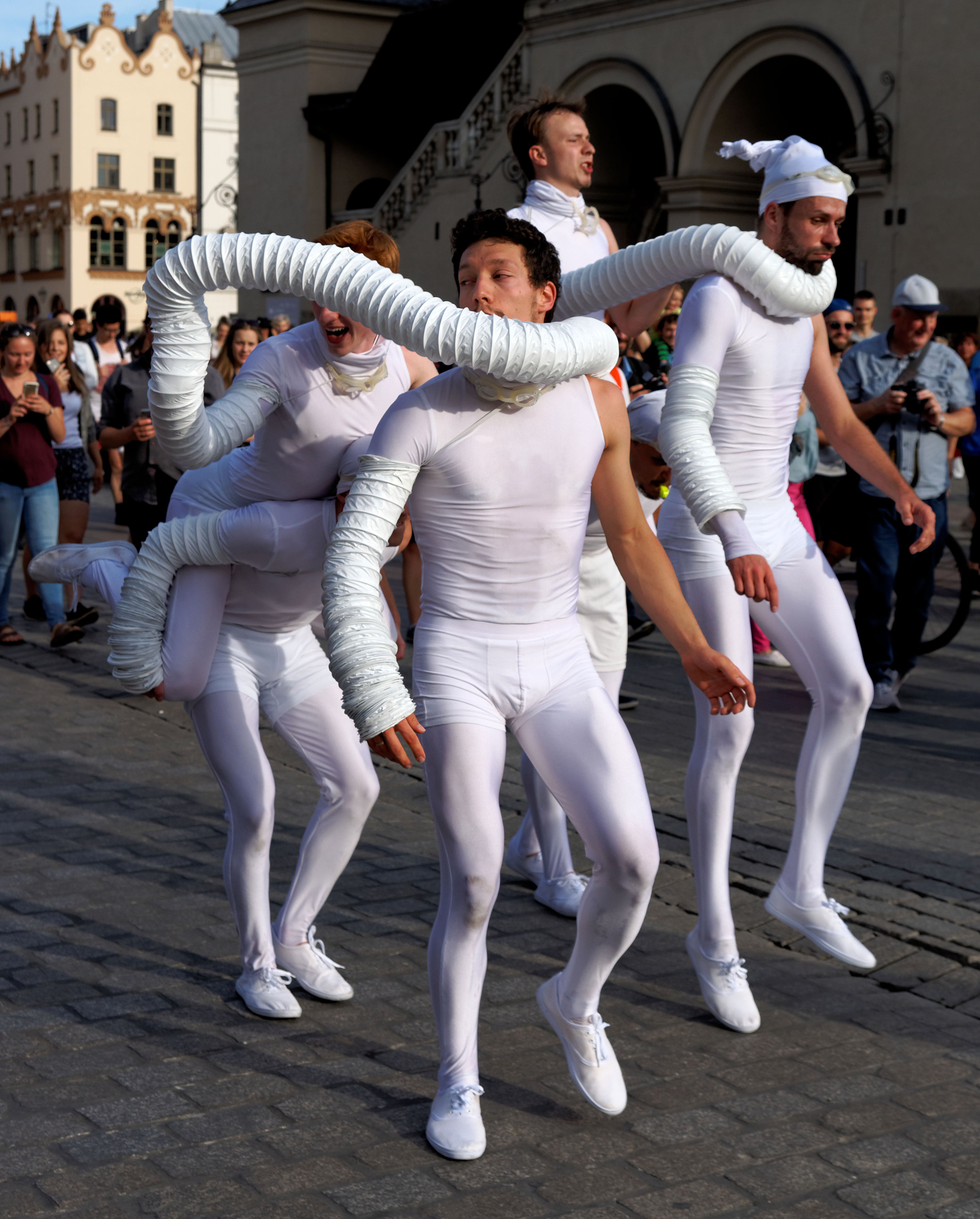
Krakowski Teatr Tańca w przedstawieniu "Estra & Andro" w roku 2016
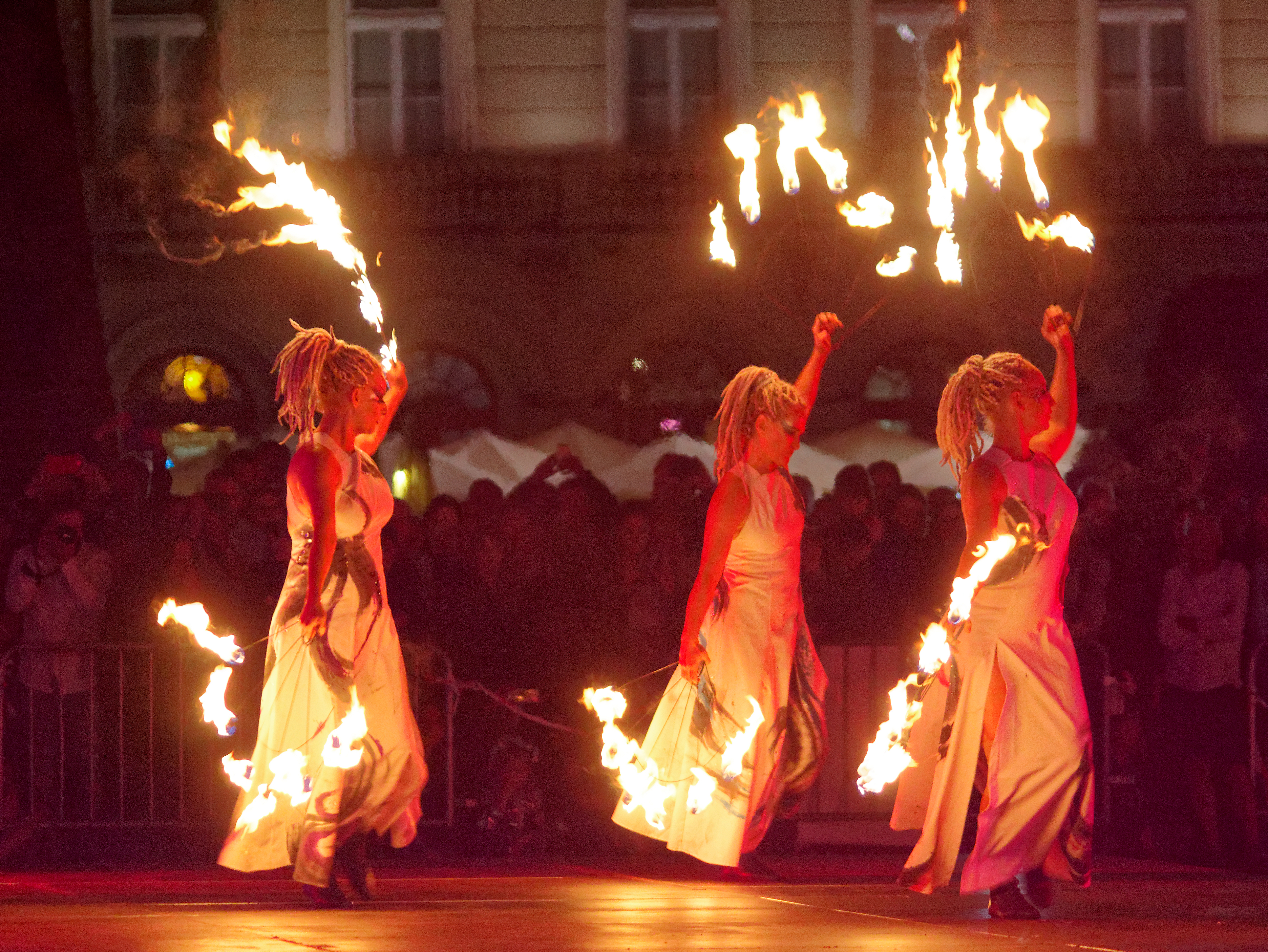
Parada kuglarzy, widowisko finałowe w roku 2019
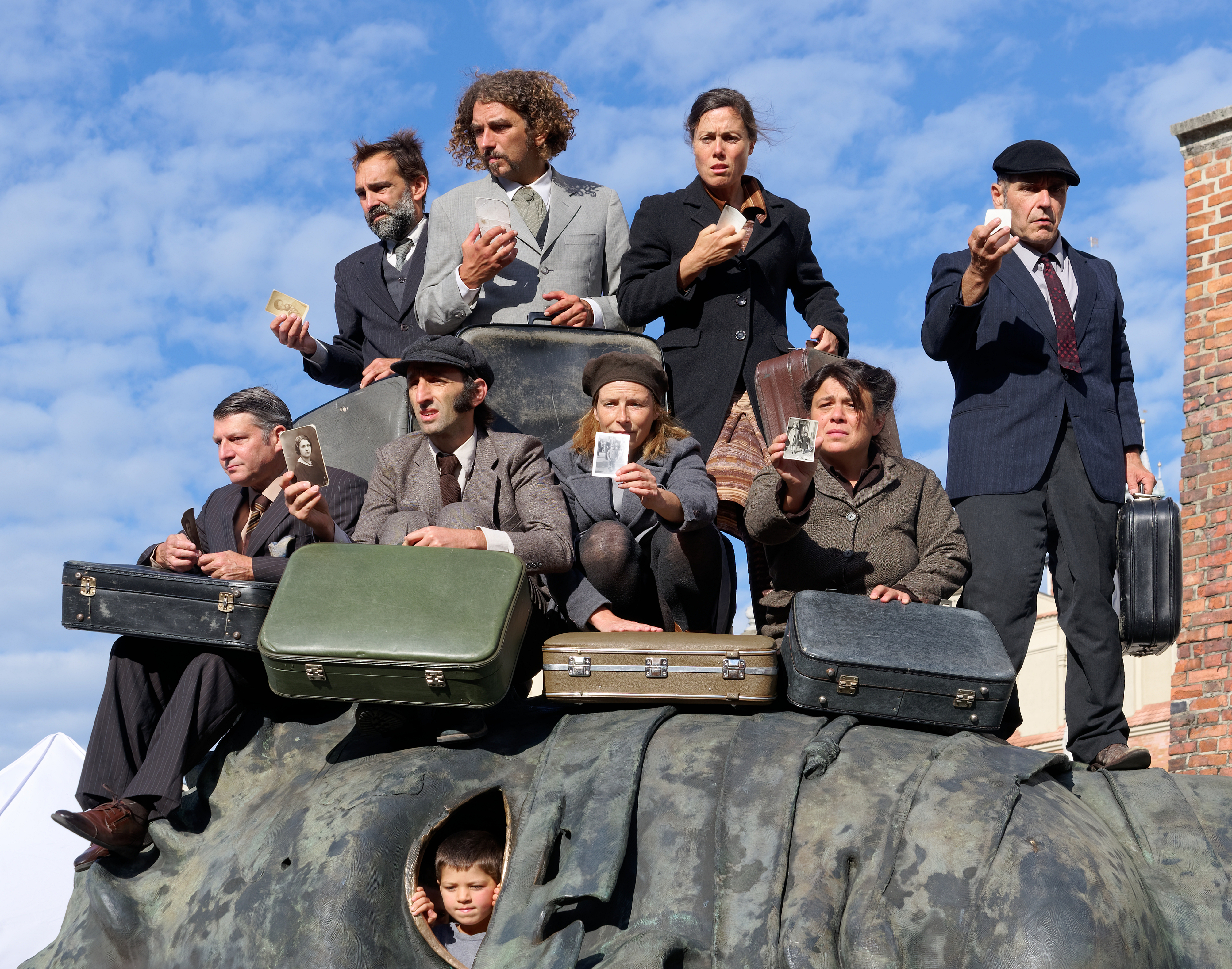
Grupa Kamchàtka w 2022 roku
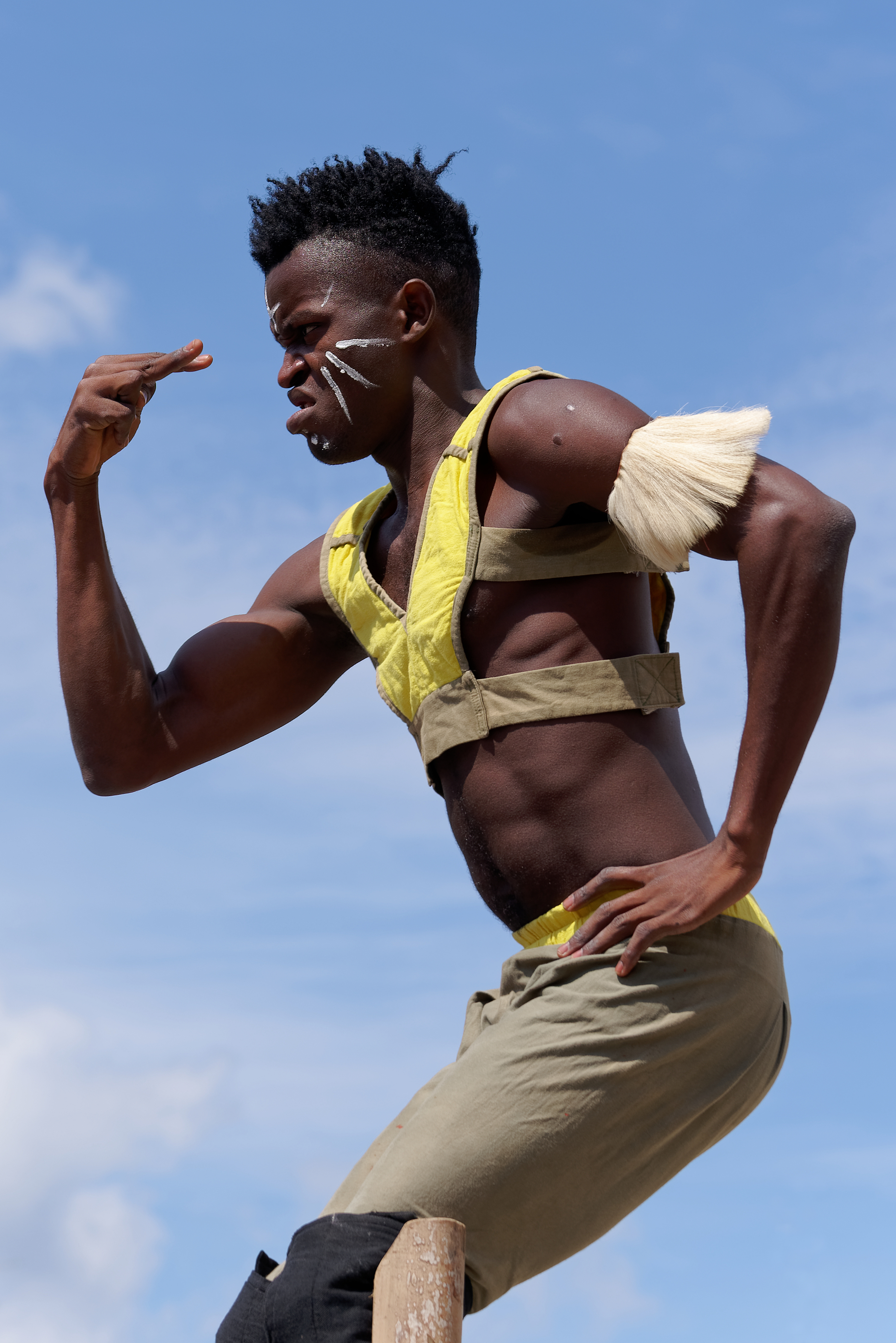
Członek grupy akrobatów Afuma z Togo, w przedstawieniu "Etsumon (Solidarność)" w 2022 roku